# Jarosław I Mądry
Jarosław I Mądry (starorus. Ꙗрославъ Володимѣровичь; staronord. Jarisleif) (ur. 978 lub 1 poł. lat 80. X w., zm. 20 lutego 1054) – pochodzący z dynastii Rurykowiczów syn i następca Włodzimierza I Wielkiego i Rognedy, wielki książę Rusi Kijowskiej (Gardariki) w latach 1016–1018 i 1019–1054.

## Życiorys

### Młode lata
Jako młodzieniec pełnił funkcję ojcowskiego namiestnika w Rostowie Suzdalskim. W 988 został wysłany przez ojca do Nowogrodu, gdzie sprawował w jego imieniu władzę i dorastał w otoczeniu Waregów. Pod koniec życia Włodzimierza Wielkiego Jarosław zdobył sobie na tyle silną pozycję w Nowogrodzie, że jego namiestnictwo nosiło pewne cechy niepodległości; w 1014 odmówił płacenia ojcu corocznego trybutu. Włodzimierz Wielki zmarł w trakcie przygotowań do wyprawy wojennej przeciwko Jarosławowi. Zdaniem historyka Andrzeja Poppego bunt Jarosława, zbiegający się w czasie z podobnym wystąpieniem Światopełka przeciwko ojcu, mógł wynikać z decyzji Włodzimierza Wielkiego o ustanowieniu swoimi następcami synów z innego małżeństwa, Borysa i Gleba.

### Wojna o tron kijowski z Światopełkiem
Około 1015 w Nowogrodzie miał miejsce krwawy konflikt między mieszkańcami Nowogrodu a wareskimi wojownikami Jarosława stacjonującymi w mieście. Książę stanął po stronie Waregów, doszło do pacyfikacji Nowogrodu. Mimo to w walce o tron kijowski, która miała miejsce kilka lat później, Nowogrodzianie wydatnie wsparli wysiłki Jarosława.
W momencie śmierci Włodzimierza Wielkiego w Kijowie znajdował się brat Jarosława, Światopełk. Wykorzystał on sytuację i na krótki czas przejął władzę w stolicy. W tym czasie Światopełk zabił swoich braci i konkurentów do tronu, Borysa i Gleba. Wkrótce z pomocą Waregów Jarosław zmusił Światopełka do ucieczki z Kijowa, pokonując go pod koniec 1016 w bitwie pod Lubeczem na zachód od Czernihowa. Następnie na przełomie 1016 i 1017 zasiadł na tronie w Kijowie i zajął należące do brata księstwo Turowsko-Pińskie.
Pokonany Światopełk uciekł do Polski, gdzie pozyskał wsparcie Bolesława I Chrobrego. W 1018 Jarosław, pokonany przez Bolesława Chrobrego, zmuszony był uciekać do Nowogrodu. W 1019 jednak pokonał ostatecznie Światopełka I, rozbijając jego siły w bitwie nad Ltą/Altą i finalnie wygrywając walkę o sukcesję po ojcu.

### Wojny prowadzone przez Jarosława i polityka
Panowanie Jarosława było dla Rusi czasem szybkiego rozwoju i sukcesów militarnych. Książę w latach 20. i 30. XI wieku prowadził wojny z Jaćwingami, Litwinami i Polską. W 1021 przeprowadził atak odwetowy przeciwko swemu bratankowi Briaczysławowi, który najechał wcześniej Nowogród. Prowadził walki z plemieniem Estów, założywszy na zdobytych ziemiach gród Juriew.
W 1024 jego brat, Mścisław, książę Tmutorakański, pokonał go w bitwie pod Listweniem nieopodal Czernihowa. Następnie w 1026 bracia doszli do porozumienia: Mścisław kontrolował tereny na wschód od Dniepru wraz z Czernihowem, Jarosław zaś na zachód, z Kijowem i Nowogrodem. Najprawdopodobniej do pierwszego porozumienia doszło już w 1024, a następnie, po dwuletnim pobycie w Nowogrodzie, Jarosław powrócił do Kijowa i w 1026 potwierdził ugodę z Mścisławem. W międzyczasie, w 1024, w Suzdalu rozpętało się powstanie ludowe, szybko stłumione przez Jarosława.
W 1031 zajął on Grody Czerwieńskie i pomógł objąć władzę Bezprymowi w Polsce. W 1036 rozbił pod Kijowem Pieczyngów. W tym samym roku zginął Mścisław, w związku z czym Jarosław stał się jedynym władcą Rusi Kijowskiej, sprawującym kontrolę nad wszystkimi ziemiami z wyjątkiem Księstwa Połockiego. W tym samym roku wtrącił swojego ostatniego żyjącego brata, Sudzisława, do więzienia.
Wszedł w konflikt z Bizancjum: wojna z cesarstwem trwała w latach 1043–1046. W 1043 zorganizował ostatnią w historii ruską wyprawę na Konstantynopol; dowodzona przez jego syna, Włodzimierza, zakończyła się niepowodzeniem. Spośród ok. 10 000 uczestników wyprawy przeżyło ok. 6000. Wspomógł w 1047 Kazimierza I Odnowiciela w walce z powstaniem pogańskim i Miecławem (zajął Drohiczyn i Brześć).
Za jego rządów rozbudowano wiele grodów ruskich, a w szczególności Kijów. Stolica Rusi została wyniesiona w 1037 do rangi metropolii – w tym samym roku rozpoczęto budowę katedry Mądrości Bożej (Sofijskiej), gdzie można znaleźć najstarsze w sztuce Rusi mozaiki i freski. Rozbudował fortyfikację Kijowa. W 1051 powstał pierwszy na Rusi klasztor Ławra Peczerska, w kijowskich jaskiniach nad Dnieprem. Ponadto Jarosław ufundował katedrę św. Zofii w Nowogrodzie.
Prowadził szeroko zakrojoną politykę dynastyczną, doprowadzając do mariaży Rurykowiczów z innymi europejskimi dynastiami: Pod jego auspicjami doszło do zawarcia małżeństwa Izjasława z Gertrudą Mieszkówną, i Wsiewołoda z córką cesarza bizantyjskiego. Jego córki wyszły za monarchów z Francji, Węgier i Norwegii. Niewykluczone, że jedna z jego córek była małżonką księcia Edwarda Wygnańca. Z kolei jego siostra, Maria Dobroniega, poślubiła polskiego księcia Kazimierza Odnowiciela. Z okazji tego małżeństwa Kazimierz wypuścił ok. 800 jeńców ruskich, uprowadzonych przez Bolesława Chrobrego w 1018.
Utrzymywał bliskie stosunki zwłaszcza ze Skandynawią: w 1028 zapewnił schronienie wygnanemu z kraju królowi Norwegii Olafowi. W rządzonej przezeń Rusi znalazł też schronienie Harald Hardradi.
Za jego panowania opracowano zbiór staroruskich i starosłowiańskich praw zwyczajowych oraz bizantyńskiego prawodawstwa, zwany Prawda Ruska. Za jego panowania po raz pierwszy powierzono urząd metropolity Kijowskiego duchownemu pochodzenia ruskiego; był to pisarz Hilarion. Jarosław aktywnie propagował idee świętości i męczeństwa swoich braci Borysa i Gleba.

### Rozbicie dzielnicowe Rusi
Po jego śmierci Ruś weszła w okres rozbicia dzielnicowego. Jarosław Mądry wprowadził system dziedziczenia stanowiący połączenie senioratu i pryncypatu. Państwo podzielił między pięciu synów, choć miał ich więcej; niektórzy z nich nie otrzymali przydziału. Najstarszy żyjący syn, Izjasław, otrzymał Ruś Kijowską i oficjalne zwierzchnictwo nad resztą braci. Światosław otrzymał Czernihów, Wsiewołd Perejesław, Suzdal, Rostów i Biełooziero, Igor dostał Wołyń, a Wiaczesław Smoleńsk. Niedługo po jego śmierci senior Izjasław musiał opuścić Kijów, który stał się miejscem walk o władzę.

## Przodkowie
| 4. Światosław I 942–972 |  |                                                   |  |  |                                              |
|                         |  | 2. Włodzimierz I Wielki 956 lub 958–15 lipca 1015 |  |  |                                              |
| 5. Małusza              |  |                                                   |  |  |                                              |
|                         |  |                                                   |  |  | 1. Jarosław I Mądry przed 986–20 lutego 1054 |
| 6. Rogwołod             |  |                                                   |  |  |                                              |
|                         |  | 3. Rogneda około 956–1002                         |  |  |                                              |
| 7. NN                   |  |                                                   |  |  |                                              |
|                         |  |                                                   |  |  |                                              |

## Małżeństwo
- pierwszą żoną Jarosława była Anna,  nieznanego pochodzenia. Synem tej pary mógł być książę Ilia, rządzący w Nowogrodzie w latach 1018-1020[27]. Wedle relacji Encyklopedii Historii Ukrainy imię pierwszej małżonki nie jest znane[2].
- żoną księcia Jarosława od 1019 była Ingegerda szwedzka[10].

## Potomstwo
z małżeństwa z Ingegerdą:

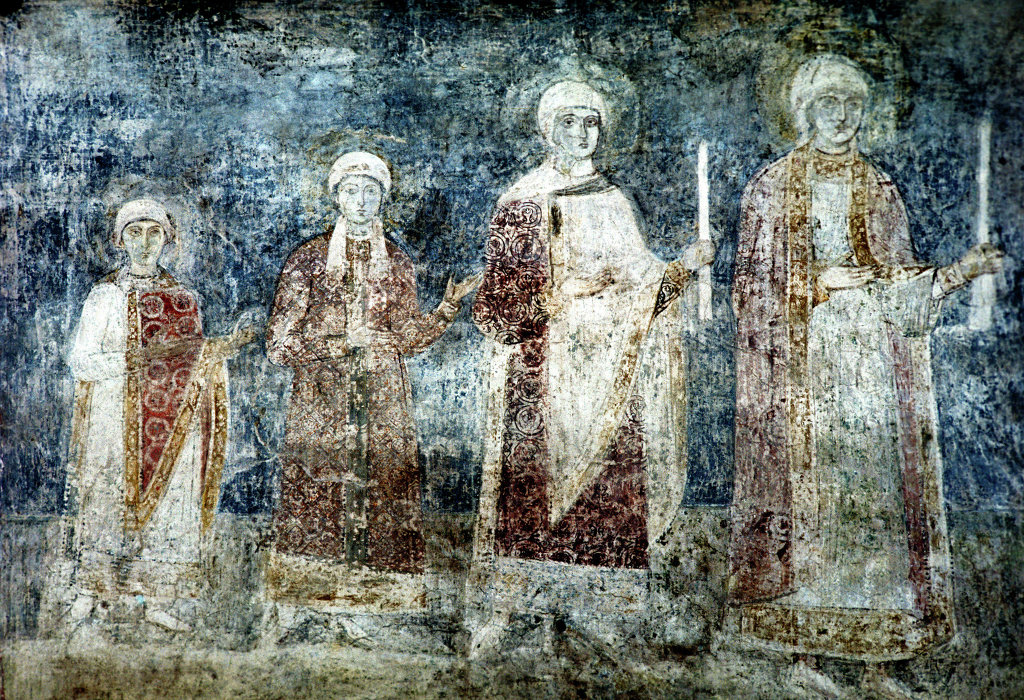
Córki Jarosława Mądrego: Anna, Anastazja, Elżbieta, Agata

- Włodzimierz – ks. wielko-nowogrodzki
- Izjasław I – wielki książę kijowski
- Światosław II – ks. czernihowski, wielki książę kijowski
- Wsiewołod I – ks. perejasławski, wielki książę kijowski, ks. czernihowski, ks. rostowski, suzdalski
- Elżbieta – żona Haralda III, króla Norwegii, później Swena II, króla Danii
- Anna – żona Henryka I, króla Francji
- Anastazja – żona Andrzeja I króla Węgier
- Wiaczesław – ks. smoleński
- Igor – ks. włodzimierski-wołyński, ks. smoleński

## Upamiętnienie
- Postać Jarosława Mądrego przedstawiono na ukraińskich banknotach o nominale 2 hrywien pierwszej (1996), drugiej (1997) i trzeciej (2004) serii, a także monetach o nominale 2 hrywien (2018) oraz rosyjskim banknocie o nominale 1000 rubli (2010)